# Rio Criz
O Criz é um rio português que nasce no lado oriental da serra do Caramulo, perto da povoação de Carvalhal da Mulher, na freguesia de Santiago de Besteiros, concelho de Tondela e Distrito de Viseu. Após um percurso aproximado de 25 quilómetros, desagua na margem direita do rio Dão, em plena albufeira da Barragem da Aguieira, na localidade de Coval  entre os concelhos de Santa Comba Dão e Mortágua.

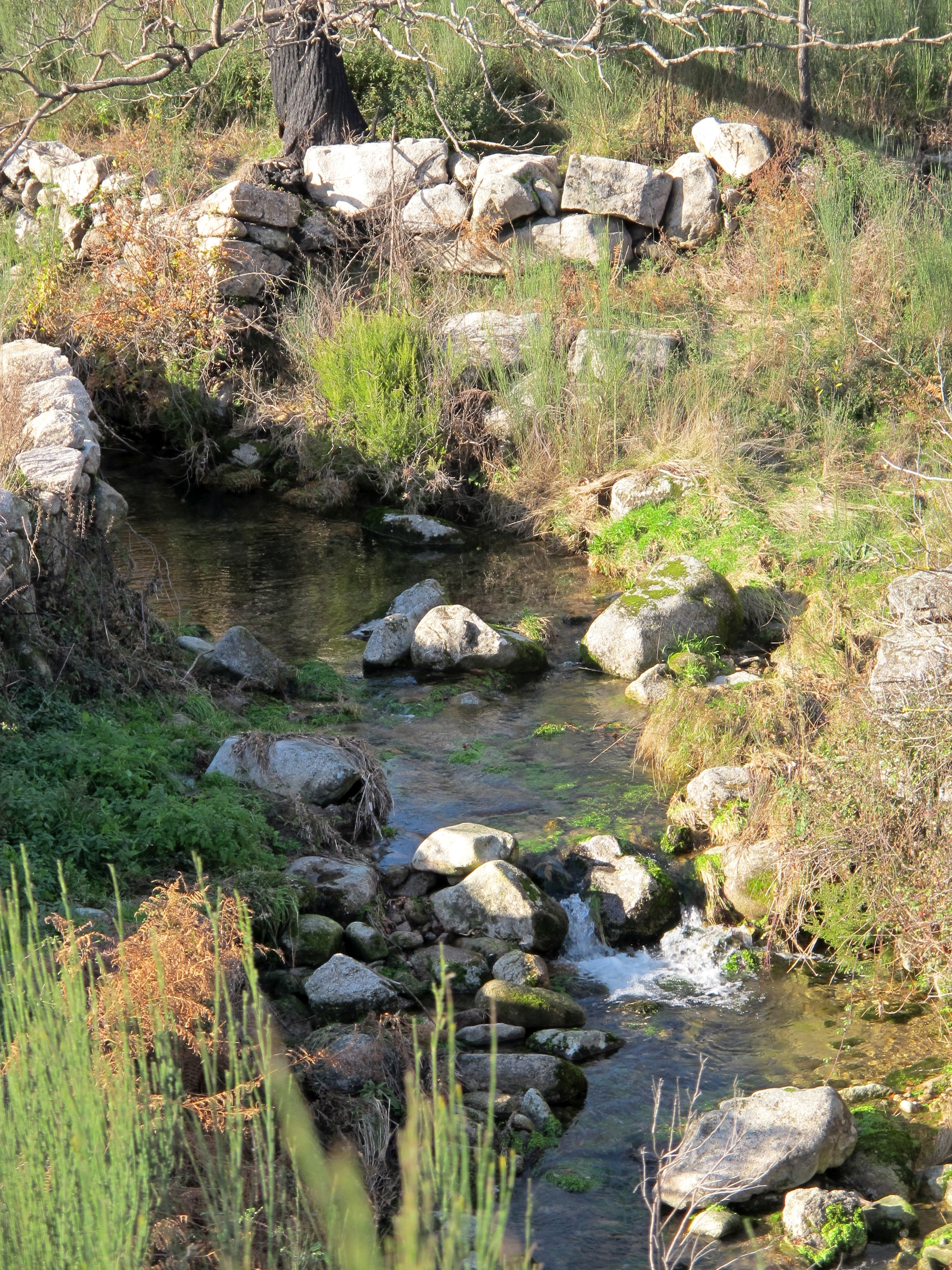
Rio Criz perto de Carvalhal da mulher
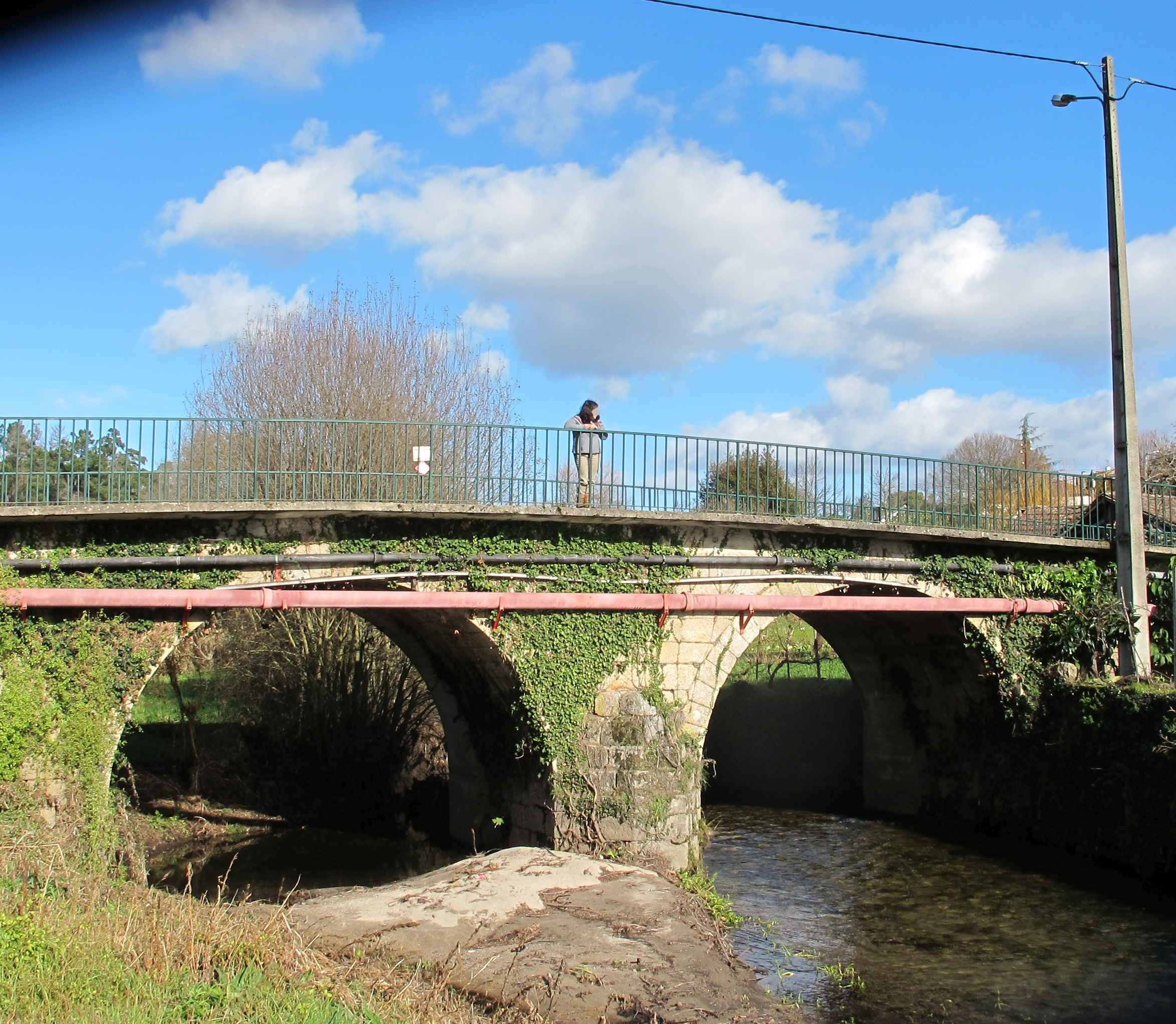
Rio Criz, Ribeira
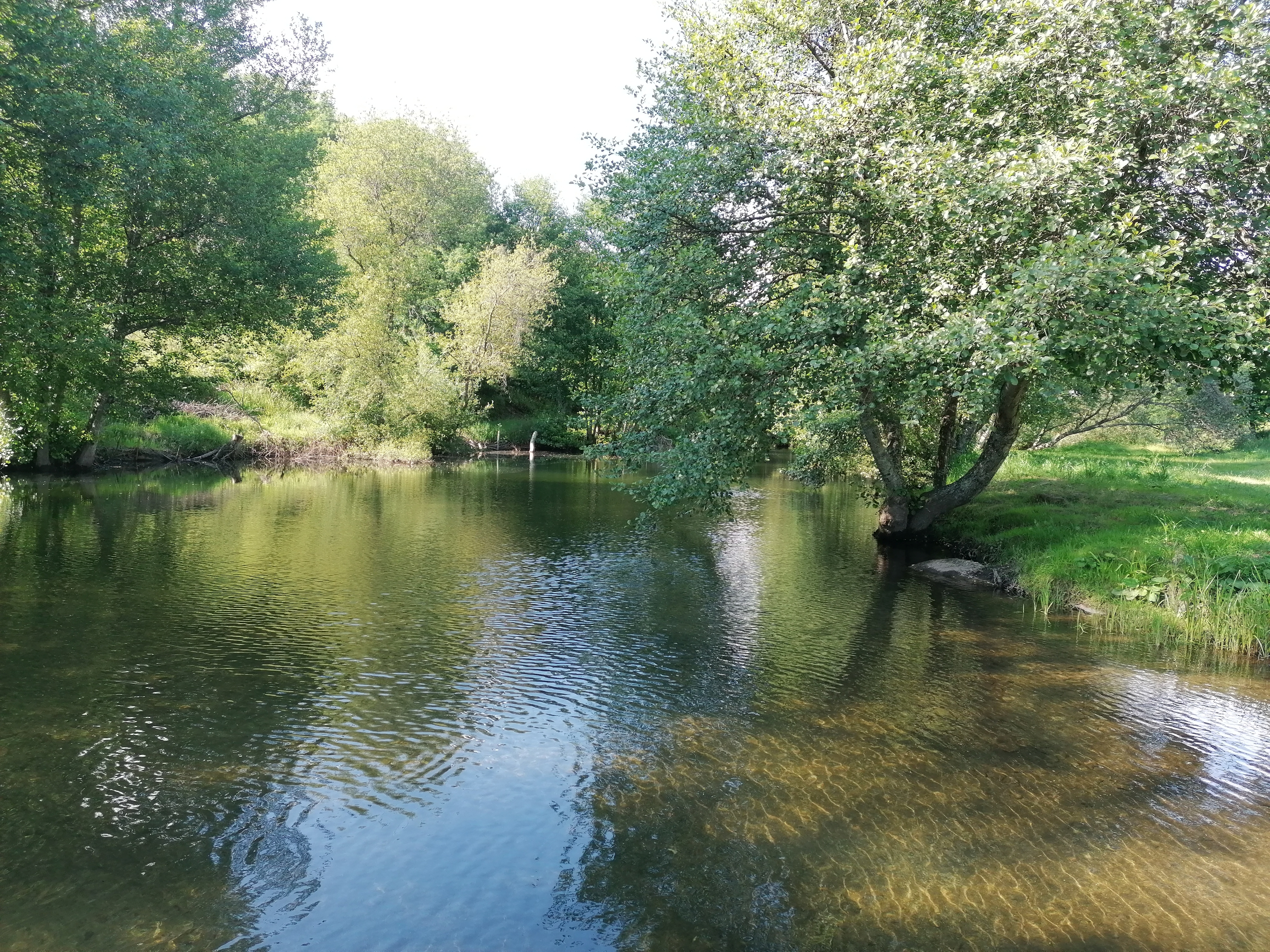
Praia fluvial da Várzea do Homem
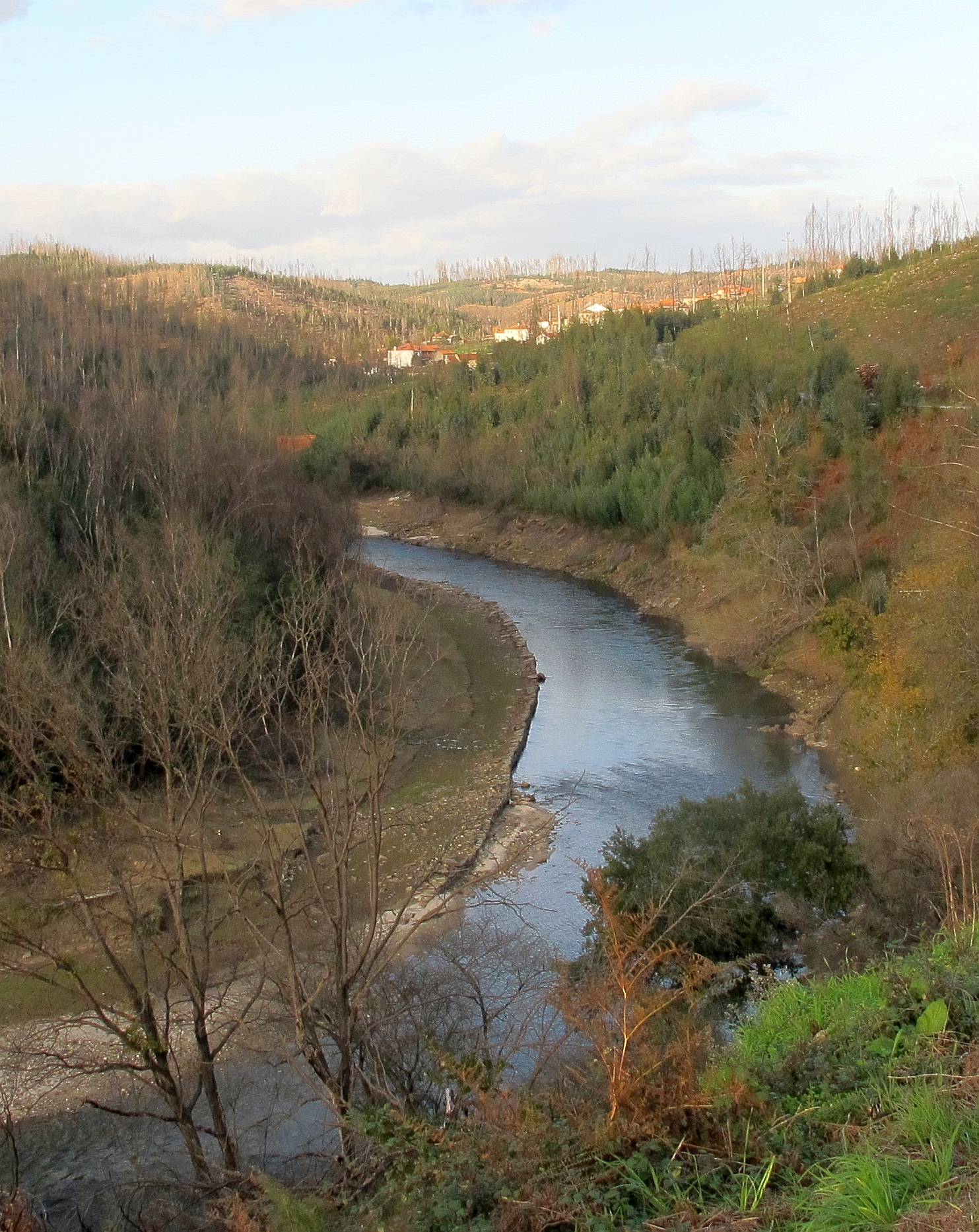
Rio Criz, Real, São Joaninho
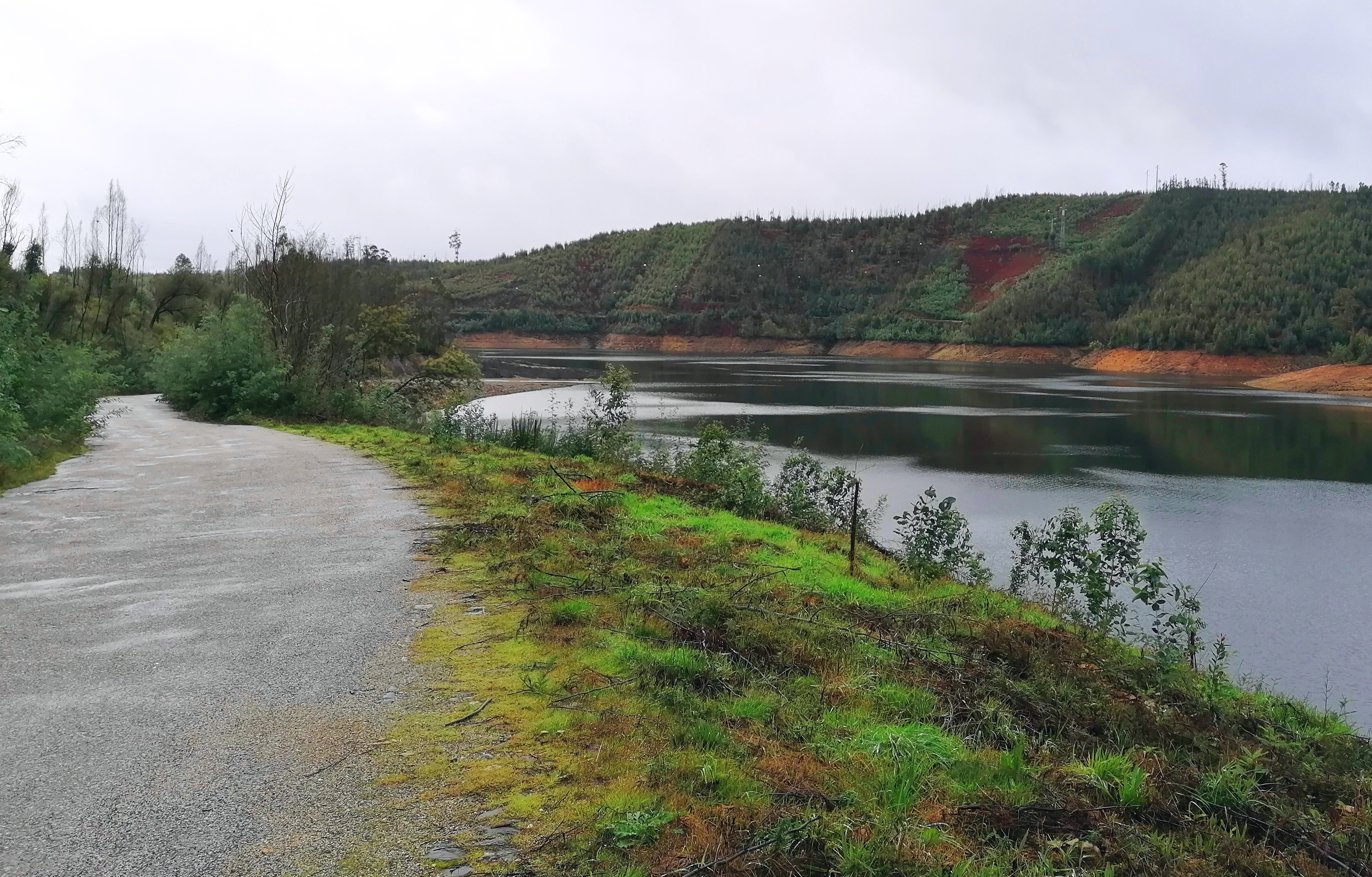
Rio Criz, Couto do Mosteiro, parte da albufeira da Barragem da Aguieira
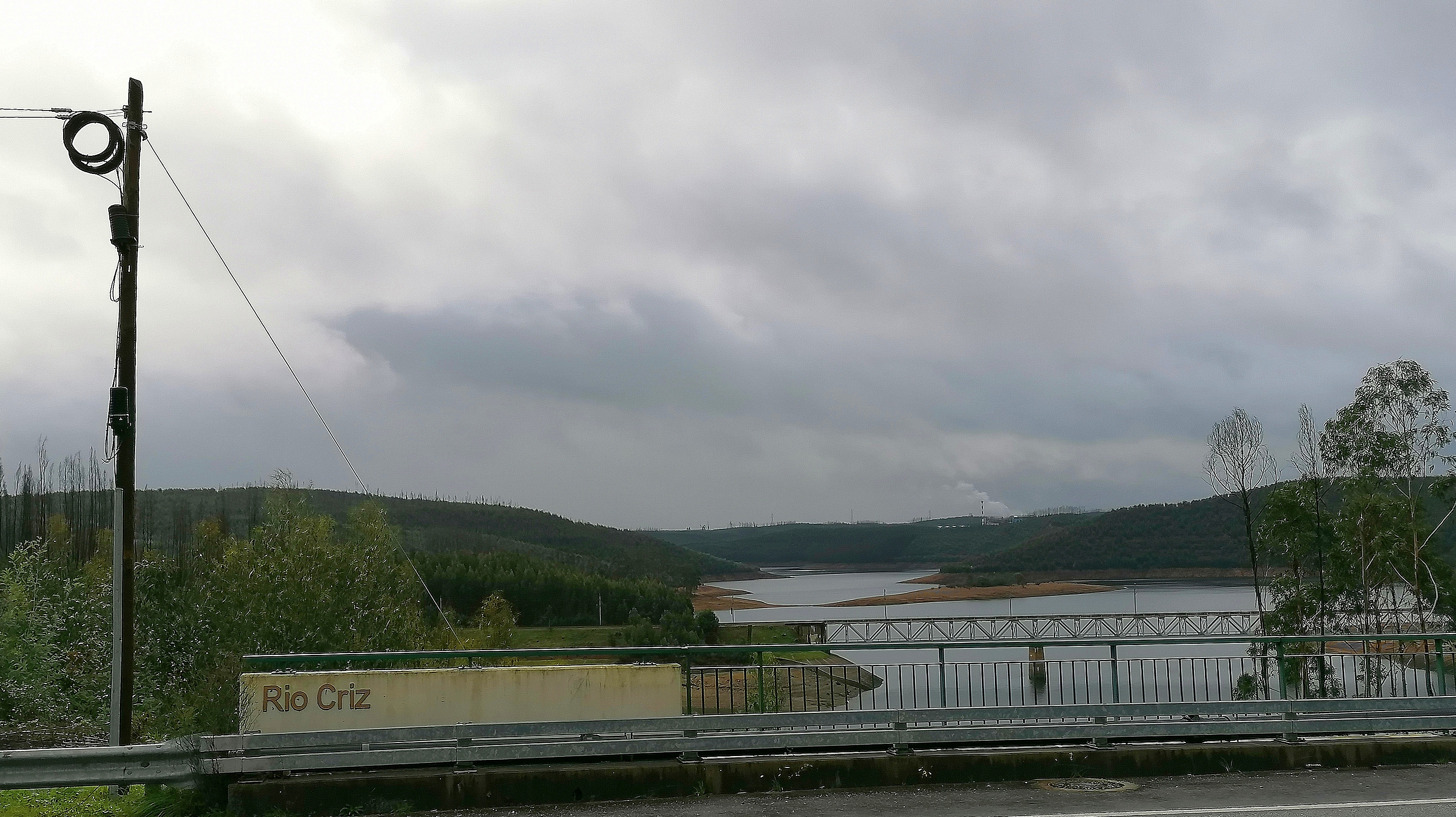
Rio Criz, Coval, parte da albufeira da Barragem da Aguieira